# Бишоп, Эдмунд
Эдмунд Бишоп (англ. Edmund Bishop; 17 мая 1846, Тотнес — 17 февраля 1917, Барнстапл) — английский католический историк. Сотрудничал с францисканским кардиналом Гаскеем Френсисом Эйденом в написании книг на тему католической литургии до 1901 года.

## Биография
Начальное школьное образование получил в Эшбертоне (графство Девон), а затем в Эксетер школе. Далее учился в католической школе в Бельгии. По возвращении начал карьеру в Лондоне как секретарь учёного Томаса Карлейля.
В 1864-1885 гг. работал в Департаменте образования, Управления Тайного совета.
В 1867 г. он был принят в лоно католической церкви по англиканству.
Имел призыв в монашество и в апреле 1886 г. был принят в Даунсайдском аббатстве, где он оставался как послушник бенедиктинцев 1889 г..
Умер в 1917 году, похоронен на монастырском кладбище в Даунсайдском аббатстве.

## Работы
- Bishop, Edmund (1876). St. Boniface and his correspondence: reprinted from the Transactions of the Devonshire Association for the Advancement of Science, Literature, and Art. с. 20 p.
- Bishop, Edmund; Fernand de Mély (1892-95). Bibliographie générale des inventaires imprimés. Paris: E. Leroux. с. 3 v. 25 cm.
- Bishop, Edmund; Francis Aidan Gasquet (1908). The Bosworth psalter: an account of a manuscript formerly belonging to O. Turville-Petre, Esq. of Bosworth Hall, now Addit. ms. 37517 at the British Museum. London: Bell. с. 189 p.
- Bishop, Edmund (1918). Liturgica historica: papers on the liturgy and religious life of the Western church. London: Clarendon Press. xiv, 506 p.
- Bishop, Edmund; Francis Aidan Gasquet (1928) [1891]. Edward VI and the "Book of Common Prayer" (вид. 3rd ed.). London: Sheed and Ward. с. xx, 276 p.